# Late pantserjuffer
De late pantserjuffer (Lestes numidicus) is een libellensoort uit de familie van de pantserjuffers (Lestidae).
De soort staat op de Rode Lijst van de IUCN als onzeker, beoordelingsjaar 2007. De soort komt alleen voor in Algerije.
De wetenschappelijke naam van de soort werd in 2003 gepubliceerd door Samraoui, Weekers & Dumont. De Nederlandstalige naam is ontleend aan Libellen van Europa.